# Dipartimenti di El Salvador

Dipartimenti di El Salvador

I dipartimenti di El Salvador costituiscono la suddivisione territoriale di primo livello del Paese e sono pari a 14; ciascuno di essi ricomprende a sua volta più comuni.

## Lista
| Localizzazione | Bandiera | Dipartimento | Capoluogo            | Popolazione (2007) | Superficie (km²) |
| -------------- | -------- | ------------ | -------------------- | ------------------ | ---------------- |
|                |          | Ahuachapán   | Ahuachapán           | 319 503            | 1 240            |
|                |          | Cabañas      | Sensuntepeque        | 149 326            | 1 104            |
|                |          | Chalatenango | Chalatenango         | 192 788            | 2 017            |
|                |          | Cuscatlán    | Cojutepeque          | 231 480            | 756              |
|                |          | La Libertad  | Santa Tecla          | 660 652            | 1 653            |
|                |          | La Paz       | Zacatecoluca         | 308 087            | 1 224            |
|                |          | La Unión     | La Unión             | 238 217            | 2 074            |
|                |          | Morazán      | San Francisco Gotera | 174 406            | 1 447            |
|                |          | San Miguel   | San Miguel           | 434 003            | 2 077            |
|                |          | San Salvador | San Salvador         | 1 567 156          | 886              |
|                |          | San Vicente  | San Vicente          | 161 645            | 1 184            |
|                |          | Santa Ana    | Santa Ana            | 523 655            | 2 023            |
|                |          | Sonsonate    | Sonsonate            | 438 960            | 1 225            |
|                |          | Usulután     | Usulután             | 344 235            | 2 130            |